# كنيسة الإصلاح في المجر

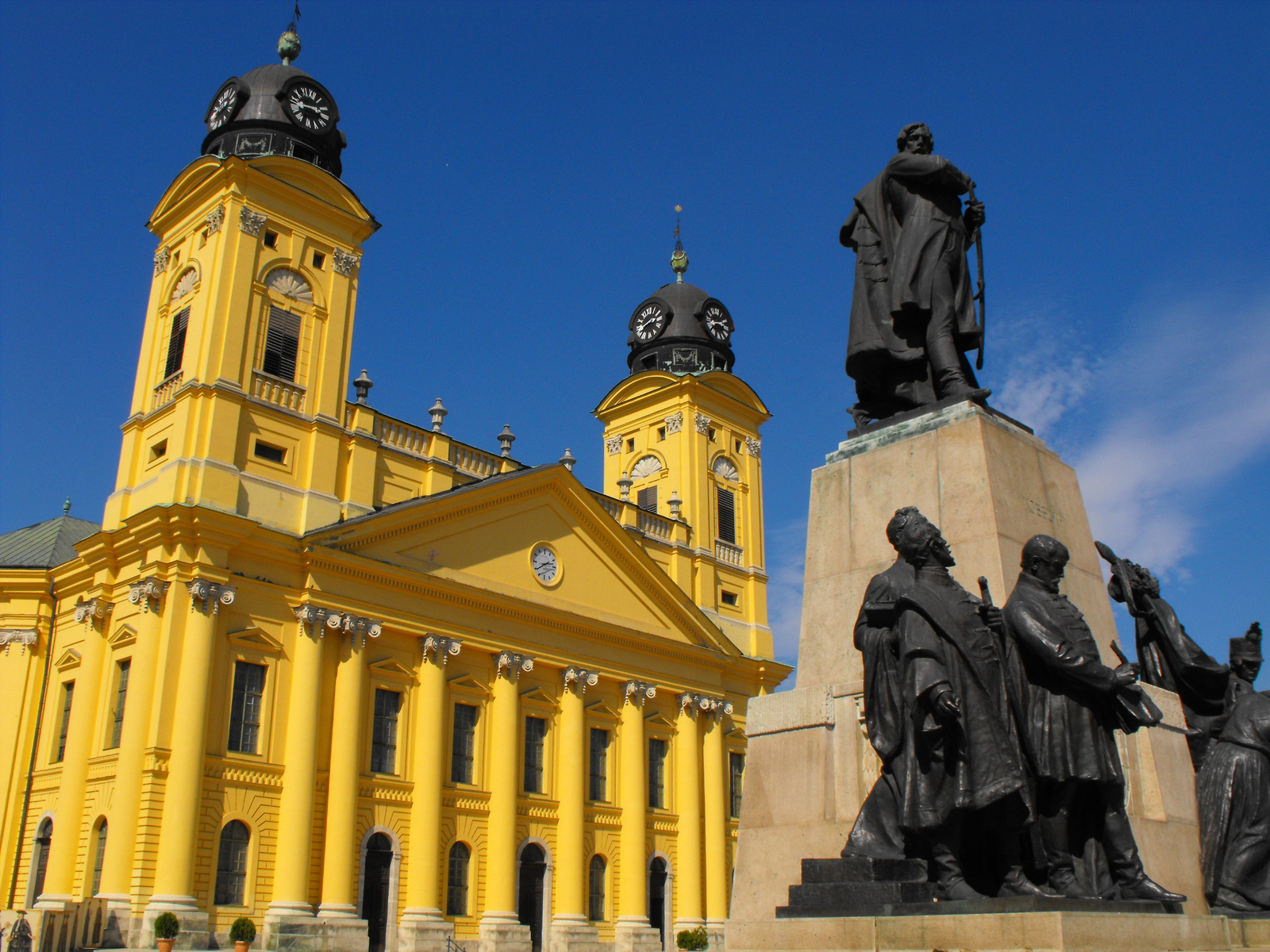
كنيسة الإصلاح العظمى في مدينة دبرتسن والتي تعرف باسم روما الكالفينية.

كنيسة الإصلاح في المجر أو الكنيسة المصلحة المجرية (بالمجريّة: Magyarországi Református Egyház) هي أكبر كنيسة بروتستانتية في المجر. اليوم تتكوّن الكنيسة من 1,249 تجمع وتضم أربع مقاطعات كنسيّة، كما وتضم الكنيسة في عضويتها أكثر من 1.6 مليون نسمة أو حوالي 15.9% من سكان المجر، مما يجعلها في المرتبة الثانية بعد الكنيسة الرومانية الكاثوليكية من حيث الحجم في المجر. 
تطورت الكنيسة خلال عصر الإصلاح البروتستانتي وتتبع اللاهوت الكالفيني. تقبل كنيسة الإصلاح في المجر الكتاب المقدس ككلمة الله. وتعترف في القانون الأثناسيوسي، وقانون الرسل، وقانون الإيمان النيقاوي، إلى جانب تعليم هايدلبرغ، واعتراف هلفتيك الثاني. تحوي الأجزاء الشرقية من المجر على مجتمعات بروتستانتية كبيرة، خصوصًا حول مدينة دبرتسن والتي تعرف بروما الكالفينية. حيث كانت مدينة دبرتسن معقل الكالفينيين في المجر، وبنيت فيها العديد من مدراس وكليّات اللاهوت الكالفينيّة إلى جانب الجامعة الإصلاحية اللاهوتية في ديبريسين والتي بنيت عام 1538.